# Halinghen
Halinghen je francouzská obec v departementu Pas-de-Calais v regionu Hauts-de-France. Žije zde 309 obyvatel.

## Geografie

### Sousední obce
| Růžice kompasu | Nesles              | Verlincthun |        | Růžice kompasu |
| Růžice kompasu |                     | Sever       | Tingry | Růžice kompasu |
| Růžice kompasu | Halinghen           |             | Tingry | Růžice kompasu |
| Růžice kompasu | Jih                 |             | Tingry | Růžice kompasu |
| Růžice kompasu | Neufchâtel-Hardelot | Widehem     | Frencq | Růžice kompasu |